# Вигла (планина на Халкидики)
Вигла или Профитис Илияс (на гръцки: Βίγλα, Προφήτης Ηλίας) е ниска планина в Егейска Македония, Гърция.

## Описание
Планината е разположена в северозападната част на Халкидическия полуостров, западно от планинския комплекс Холомонда, източно от село Вавдос (780 m). Местното име на планината е Вигла.
Скалите на планината са зелени шисти.
Върхът лесно може да се изкачи от село Вавдос (780 m).
| Име                   | Име                   | Височина | Местоположение                                  |
| --------------------- | --------------------- | -------- | ----------------------------------------------- |
| Вигла, Профитис Илияс | Βίγλα, Προφήτης Ηλίας | 940 m    | ЮИ над Вавдос                                   |
| Занга Рахи            | Ζάγκα Ράχη            | 927 m    | СИ над Вавдос                                   |
| Кастела               | Καστέλλα              | 523 m    | ИСИ от Вавдос и Ю от Агиос Продромос (Решетник) |
| Кели                  | Κελί                  | 680 m    | СИ от Вавдос и ЮЗ от Агиос Продромос (Решетник) |
| Кремасмата            | Κρεμάσματα            | 647 m    | З от Вавдос                                     |
| Лустритис             | Λουστρίτης            | 761 m    | ЮЮЗ от Вавдос                                   |
| Мити, Вигла           | Μύτη, Βίγλα           | 677 m    | З от Вавдос                                     |
| Туртури               | Τουρτούρι             | 800 m    | Ю от Вавдос                                     |
| Трагари Рахи          | Τραγάρη Ράχη          | 720 m    | СИ от Вавдос и ЮЗ от Агиос Продромос (Решетник) |
| Хондрорахи            | Χονδρορράχη           | 587 m    | ЮЗ от Вавдос                                    |
| Цука                  | Τσούκα                | 800 m    | Ю от Вавдос                                     |